# Franklin County (Kentucky)
Franklin County is een county in de Amerikaanse staat Kentucky.
De county heeft een landoppervlakte van 545 km² en telt 47.687 inwoners (volkstelling 2000). De hoofdplaats is Frankfort.

## Bevolkingsontwikkeling

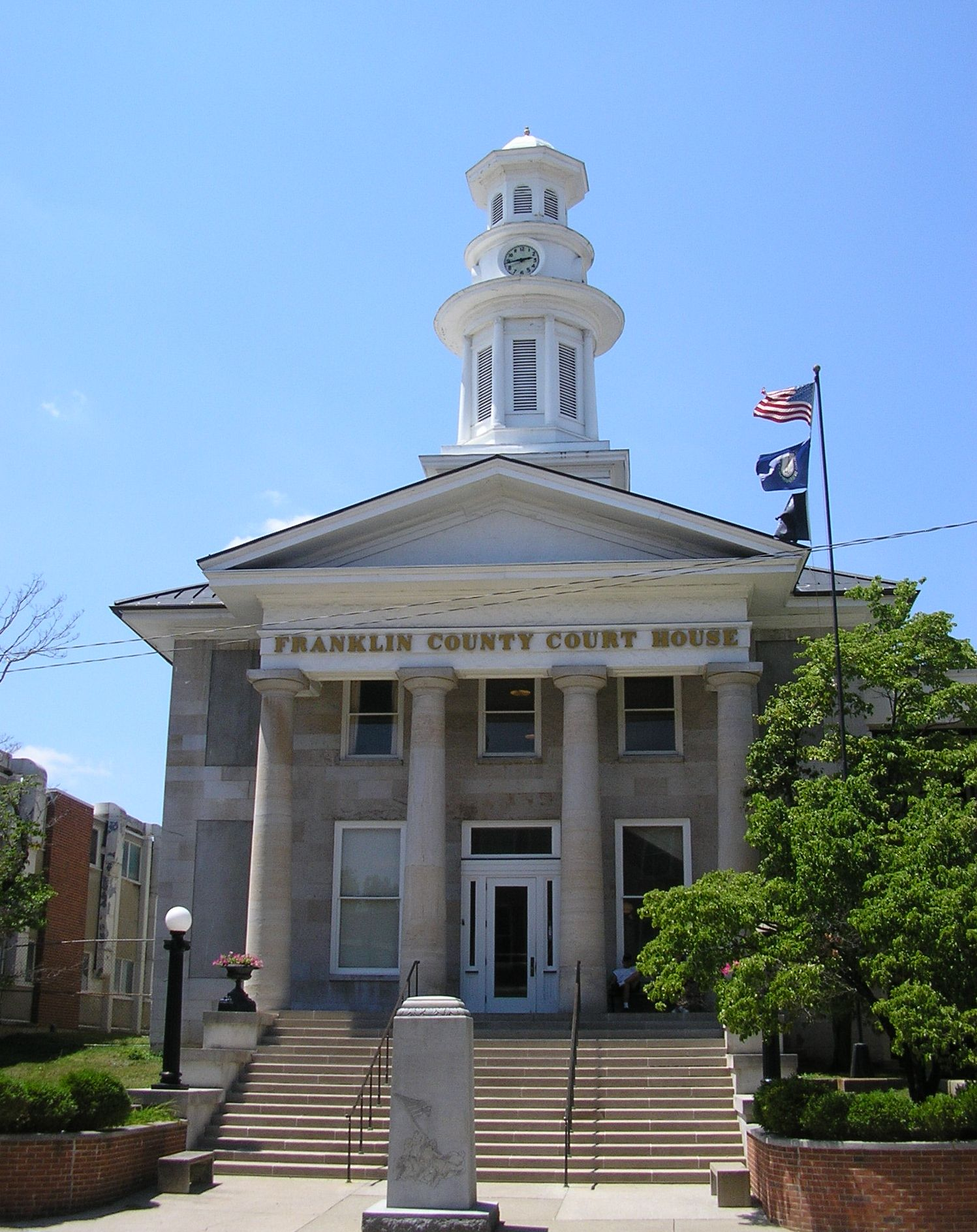
Franklin County Courthouse